# Кобрин
Кобрин (на беларуски: Кобрын; на руски: Кобрин) е град в Беларус, административен център на Кобрински район, Брестка област. Населението на града е 53 177 души (по приблизителна оценка от 1 януари 2018 г.).

## Побратимени градове
- Враца, България
- Гларус (град), Швейцария
- Ливни, Русия
- Тихорецк, Русия
- Юлцен, Германия